# 德娇娇
德娇娇（1990年1月5日—），生於内蒙古自治区莫力达瓦达斡尔族自治旗，中国女子曲棍球運動員，亦為中国国家女子曲棍球队成員。

## 技術特點
德娇娇司職中前卫，特點是技术细腻，球速率快，在比赛中往往表现出的良好大局观和顽强的斗志；但在力量对抗上則有所不足。

## 簡歷
2007年，17歲的德娇娇首度入选中国国家女子曲棍球队，不过後來因为膝伤而回天津隊调整，期間七个月只能静养。2009年，她重返国家队，並代表国家队出戰女曲亚洲杯，最终助中国女曲时隔20年后再次奪得冠军。
2010年11月，德娇娇代表中國出戰廣州亞運會，參加曲棍球比賽，球隊最後奪得金牌。
2012年7月，德娇娇代表中國出戰英國倫敦舉行的奧林匹克運動會曲棍球比賽，球隊最後奪得第6名。
2016年，德娇娇代表中国出戰巴西里约热内卢舉行的奥林匹克运动会女子曲棍球比賽。中国队最終排名小组第五位，无缘八强。